# Peppes Pizza

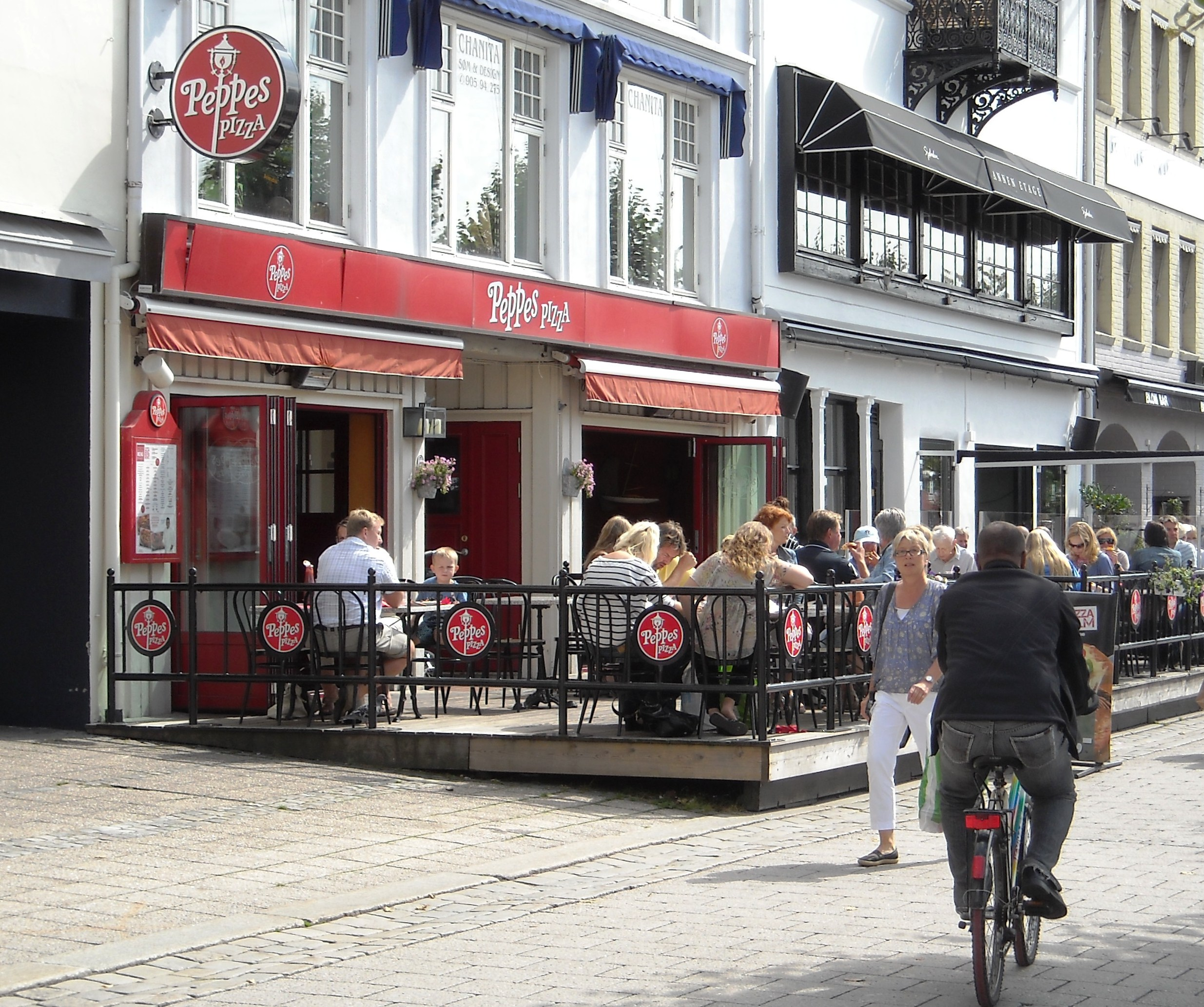
Peppes Pizza in Arendal

Peppes Pizza ist die größte Pizzeriakette in Norwegen mit 87 Betrieben (Stand: Juli 2009). Das erste Restaurant wurde 1970 von dem US-amerikanischen Einwanderer Louis Jordan in Oslo eröffnet. 1998/99 wurde der Name von Peppe’s Pizza in Peppes Pizza geändert. Der Firmensitz befindet sich heute in Sandvika.
Die Restaurantkette gehört heute zu Umoe Catering und ist die größte Pizza-Restaurantkette in Skandinavien mit über 1800 Mitarbeitern und über 70 Restaurants in ganz Norwegen.
Das erste Peppes-Pizza-Restaurant außerhalb Norwegens wurde am 20. Januar 2005 in Kuwait eröffnet. Mittlerweile ist die Firma auch in China und Ägypten vertreten.